# Leichtathletik-Stadion St. Jakob
Il Leichtathletik-Stadion St. Jakob è un impianto sportivo della città di Basilea (Canton Basilea Città) in Svizzera.
Si trova nel Sportanlagen St. Jakob (centro sportivo Sankt Jakob) di Basilea, ed ospita le gare interne del F.C. Basilea femminile.
Lo stadio ha una capienza di circa 5 060 posti di cui 560 a sedere ma scoperti. Il campo di calcio di dimensioni 100 x 64 è omologato per il campionato di Promotion League e Lega Nazionale A femminile.
Nel complesso sportivo ci sono anche altri 18 campi di calcio di cui 2 in erba artificiale e un campo di allenamento di dimensioni ridotte 86 x 48.